# Министерство экономического развития и торговли Пуэрто-Рико
Министерство экономического развития и торговли Пуэрто-Рико было создано губернатором Педро Россельо в 1994 году как "крыша" для нескольких агентств экономического развития с целью их большей скоординированности. Первым министром стал Луис Фортуно, которого назначил его нынешний глава, Хосе Перес Риера, после избрания губернатором в 2008 году.
Среди агентств под его юрисдикцией : 
- Компания по промышленному развитию Пуэрто-Рико (PRIDCO)
- Туристическая компания Пуэрто-Рико
- Торгово-экспортная компания Пуэрто-Рико 
  - и несколько более мелких учреждений, занимающихся вопросами кооперативов и скачками.